# IC 4239
IC 4239 је спирална галаксија у сазвјежђу Ловачки пси која се налази на листи објеката дубоког неба у Индекс каталогу.
Деклинација објекта је + 30° 57' 33" а ректасцензија 13h 24m 25,4s. Привидна величина (магнитуда) објекта IC 4239 износи 14,4 а фотографска магнитуда 15,3. IC 4239 је још познат и под ознакама MCG 5-32-15, CGCG 161-45, PGC 46872.